# Wladyslaw Lawskyj
Wladyslaw Fedorowytsch Lawskyj (ukrainisch Владислав Федорович Лавський; * 16. März 2000 in Mena) ist ein ukrainischer Leichtathlet, der sich auf den Hochsprung spezialisiert hat. 2024 wurde er in Rom Vizeeuropameister.

## Sportliche Laufbahn
Erste internationale Erfahrungen sammelte Wladyslaw Lawskyj im Jahr 2017, als er bei den U18-Weltmeisterschaften in Nairobi mit übersprungenen 2,11 m die Bronzemedaille gewann. Im Jahr darauf schied er bei den U20-Weltmeisterschaften in Tampere mit 2,12 m in der Qualifikationsrunde aus und 2019 gelangte er bei den U20-Europameisterschaften in Borås mit 2,00 m auf den zehnten Platz. 2021 belegte er bei den U23-Europameisterschaften in Tallinn mit 2,14 m den fünften Platz und 2023 siegte er bei den World University Games in Chengdu mit einer Höhe von 2,25 m. Im Jahr darauf gewann er bei den Balkan-Meisterschaften in Izmir mit 2,23 m ebenfalls Gold und kurz darauf sicherte er sich bei den Europameisterschaften in Rom mit 2,29 m die Silbermedaille hinter dem Italiener Gianmarco Tamberi. Im August verpasste er bei den Olympischen Sommerspielen in Paris mit 2,15 m den Finaleinzug. 2025 gewann er bei den Balkan-Meisterschaften in Volos mit 2,15 m die Silbermedaille hinter dem Bulgaren Tichomir Iwanow.